# Simone Venier
Simone Venier (Latina, 26 de agosto de 1984) es un deportista italiano que compitió en remo. Es hijo del remero Annibale Venier.
Participó en cinco Juegos Olímpicos de Verano, entre los años 2004 y 2020, obteniendo una medalla de plata en Pekín 2008, en la prueba de cuatro scull.
Ganó una medalla de plata en el Campeonato Mundial de Remo de 2010 y cuatro medallas en el Campeonato Europeo de Remo entre los años 2007 y 2021.

## Palmarés internacional
| Juegos Olímpicos   | Juegos Olímpicos          | Juegos Olímpicos  | Juegos Olímpicos |
| Año                | Lugar                     | Medalla           | Prueba           |
| ------------------ | ------------------------- | ----------------- | ---------------- |
| 2008               | Pekín (China)             | Medalla de plata  | Cuatro scull     |
| Campeonato Mundial |                           |                   |                  |
| Año                | Lugar                     | Medalla           | Prueba           |
| 2010               | Cambridge (Nueva Zelanda) | Medalla de plata  | Cuatro scull     |
| Campeonato Europeo |                           |                   |                  |
| Año                | Lugar                     | Medalla           | Prueba           |
| 2007               | Poznań (Polonia)          | Medalla de plata  | Cuatro scull     |
| 2013               | Sevilla (España)          | Medalla de bronce | Cuatro scull     |
| 2020               | Poznań (Polonia)          | Medalla de plata  | Cuatro scull     |
| 2021               | Varese (Italia)           | Medalla de oro    | Cuatro scull     |